# Régis Genaux
Régis Hervé Genaux (ur. 31 sierpnia 1973 w Charleroi, zm. 8 listopada 2008 w Chaudfontaine) – belgijski piłkarz grający na pozycji prawego obrońcy. 22 razy wystąpił w reprezentacji Belgii.

## Kariera klubowa
Karierę piłkarską Genaux rozpoczynał w klubie Royal Charleroi. W 1988 roku podjął treningi w Standardzie Liège. W 1990 roku awansował do kadry pierwszej drużyny i wtedy też zadebiutował w jej barwach w pierwszej lidze belgijskiej. W sezonie 1992/1993 osiągnął swoje pierwsze sukcesy w karierze, gdy wywalczył ze Standardem wicemistrzostwo Belgii oraz zdobył Puchar Belgii. Z kolei w 1995 roku ponownie został wicemistrzem kraju. W zespole Standardu występował do końca sezonu 1995/1996.
Latem 1996 roku Genaux przeszedł do angielskiego Coventry City. W Premier League zadebiutował 20 sierpnia 1996 w zremisowanym 1:1 wyjazdowym meczu z West Ham United. Zagrał także w 2. i 3. kolejce, w meczach z Chelsea (0:2) i Liverpoolem (0:1), a następnie stał się rezerwowym i do końca roku nie rozegrał żadnego spotkania ligowego.
Na początku 1997 roku Genaux odszedł z Coventry do włoskiego Udinese Calcio. W Udinese przez kolejne lata walczył o miejsce w składzie z Valerio Bertotto i na ogół pełnił rolę rezerwowego. W 1998 roku zajął z Udinese 3. miejsce w Serie A, najwyższe w historii klubu. W Serie A przez 6 lat rozegrał 51 spotkań. W sezonie 2001/2002 był wypożyczony do Standardu Liège. Karierę zakończył w 2003 roku.
8 listopada 2008 Genaux zmarł w swoim domu z powodu zawału serca. Miał 35 lat.
| Sezon   | Klub           | Kraj   | Rozgrywki      | Mecze | Bramki |
| ------- | -------------- | ------ | -------------- | ----- | ------ |
| 1990/91 | Standard Liège | Belgia | Eerste Klasse  | 4     | 0      |
| 1991/92 | Standard Liège | Belgia | Eerste Klasse  | 3     | 1      |
| 1992/93 | Standard Liège | Belgia | Eerste Klasse  | 30    | 0      |
| 1993/94 | Standard Liège | Belgia | Eerste Klasse  | 28    | 0      |
| 1994/95 | Standard Liège | Belgia | Eerste Klasse  | 29    | 0      |
| 1995/96 | Standard Liège | Belgia | Eerste Klasse  | 29    | 0      |
| 1996/97 | Coventry City  | Anglia | Premier League | 3     | 0      |
| 1996/97 | Udinese Calcio | Włochy | Serie A        | 8     | 0      |
| 1997/98 | Udinese Calcio | Włochy | Serie A        | 6     | 0      |
| 1998/99 | Udinese Calcio | Włochy | Serie A        | 18    | 0      |
| 1999/00 | Udinese Calcio | Włochy | Serie A        | 17    | 0      |
| 2000/01 | Udinese Calcio | Włochy | Serie A        | 2     | 0      |
| 2001/02 | Standard Liège | Belgia | Eerste Klasse  | 4     | 0      |
| 2002/03 | Udinese Calcio | Włochy | Serie A        | 0     | 0      |

## Kariera reprezentacyjna
W reprezentacji Belgii Genaux zadebiutował 26 lutego 1992 roku w wygranym 1:0 towarzyskim spotkaniu z Tunezją. W swojej karierze grał w eliminacjach do ME 1996 i MŚ 1998. Od 1992 do 2000 roku wystąpił w kadrze narodowej 22 razy.
| Mecze i gole w reprezentacji | Mecze i gole w reprezentacji | Mecze i gole w reprezentacji | Mecze i gole w reprezentacji | Mecze i gole w reprezentacji | Mecze i gole w reprezentacji | Mecze i gole w reprezentacji |
| #                            | Data                         | Stadion                      | Rywal                        | Wynik                        | Gol                          | Rozgrywki                    |
| 1992                         | 1992                         | 1992                         | 1992                         | 1992                         | 1992                         | 1992                         |
| ---------------------------- | ---------------------------- | ---------------------------- | ---------------------------- | ---------------------------- | ---------------------------- | ---------------------------- |
| 1.                           | 26.02.1992                   | Tunis, Tunezja               | Tunezja                      | 1:2                          | 0                            | towarzyski                   |
| 1993                         |                              |                              |                              |                              |                              |                              |
| 2.                           | 06.10.1993                   | Bruksela, Belgia             | Gabon                        | 2:1                          | 0                            | towarzyski                   |
| 1994                         |                              |                              |                              |                              |                              |                              |
| 3.                           | 07.09.1994                   | Bruksela, Belgia             | Armenia                      | 2:0                          | 0                            | el. ME 1996                  |
| 4.                           | 12.10.1994                   | Kopenhaga, Dania             | Dania                        | 1:3                          | 0                            | el. ME 1996                  |
| 5.                           | 16.11.1994                   | Bruksela, Belgia             | Macedonia Północna           | 1:1                          | 0                            | el. ME 1996                  |
| 6.                           | 17.12.1994                   | Bruksela, Belgia             | Hiszpania                    | 1:4                          | 0                            | el. ME 1996                  |
| 1995                         |                              |                              |                              |                              |                              |                              |
| 7.                           | 29.03.1995                   | Sewilla, Hiszpania           | Hiszpania                    | 1:1                          | 0                            | el. ME 1996                  |
| 8.                           | 07.06.1995                   | Skopje, Macedonia            | Macedonia Północna           | 5:0                          | 0                            | towarzyski                   |
| 9.                           | 23.08.1995                   | Bruksela, Belgia             | Niemcy                       | 1:2                          | 0                            | towarzyski                   |
| 10.                          | 06.09.1995                   | Bruksela, Belgia             | Dania                        | 1:3                          | 0                            | el. ME 1996                  |
| 11.                          | 07.10.1995                   | Erywań, Armenia              | Armenia                      | 2:0                          | 0                            | el. ME 1996                  |
| 12.                          | 15.11.1995                   | Limassol, Cypr               | Cypr                         | 1:1                          | 0                            | el. ME 1996                  |
| 1996                         |                              |                              |                              |                              |                              |                              |
| 13.                          | 27.03.1996                   | Bruksela, Belgia             | Francja                      | 0:2                          | 0                            | towarzyski                   |
| 14.                          | 24.04.1996                   | Bruksela, Belgia             | Rosja                        | 0:0                          | 0                            | towarzyski                   |
| 1997                         |                              |                              |                              |                              |                              |                              |
| 15.                          | 27.03.1997                   | Rotterdam, Holandia          | Holandia                     | 1:3                          | 0                            | el. MŚ 1998                  |
| 16.                          | 29.10.1997                   | Dublin, Irlandia             | Irlandia                     | 1:1                          | 0                            | el. MŚ 1998                  |
| 1999                         |                              |                              |                              |                              |                              |                              |
| 17.                          | 09.02.1999                   | Bruksela, Belgia             | Czechy                       | 0:1                          | 0                            | towarzyski                   |
| 18.                          | 27.03.1999                   | Bruksela, Belgia             | Bułgaria                     | 0:1                          | 0                            | towarzyski                   |
| 19.                          | 30.03.1999                   | Liège, Belgia                | Egipt                        | 0:1                          | 0                            | towarzyski                   |
| 20.                          | 13.11.1999                   | Lecce, Włochy                | Włochy                       | 3:1                          | 0                            | towarzyski                   |
| 2000                         |                              |                              |                              |                              |                              |                              |
| 21.                          | 23.02.2000                   | Charleroi, Belgia            | Portugalia                   | 1:1                          | 0                            | towarzyski                   |
| 22.                          | 26.04.2000                   | Oslo, Norwegia               | Norwegia                     | 2:0                          | 0                            | towarzyski                   |